# Daniel Zovatto
Daniel Zovatto-Blanco (San José, 1991. június 28. –) Costa Rica-i származású amerikai színész.
2012-től horrorfilmekben szerepelt, közéjük tartozik A tó szörnye (2013), a Valami követ (2014), a Vaksötét (2016) és A pápa ördögűzője (2023). Feltűnt olyan sorozatokban, mint a Bosszú és a Fear the Walking Dead, főszereplőként az Itt és most és a Los Angeles-i rémtörténetek: Angyalok városa epizódjaiban volt látható.

## Filmográfia

### Film
| Év   | Magyar cím            | Eredeti cím            | Szerep             | Magyar hang      |
| ---- | --------------------- | ---------------------- | ------------------ | ---------------- |
| 2012 |                       | The Return (rövidfilm) | Sebastian          |                  |
| 2012 |                       | 55 Days (rövidfilm)    | Raphael            |                  |
| 2013 | A tó szörnye          | Beneath                | Johnny             | Timon Barna      |
| 2013 |                       | Innocence              | Neils Hirsch       |                  |
| 2014 | Későnérők             | Laggies                | Junior             | Timon Barna      |
| 2014 | Valami követ          | It Follows             | Greg Hannigan      | Márkus Sándor    |
| 2016 | Vaksötét              | Don't Breathe          | Money              | Gacsal Ádám      |
| 2017 | Lady Bird             | Lady Bird              | Jonah Ruiz         |                  |
| 2017 |                       | Newness                | Oren               |                  |
| 2019 |                       | Vandal                 | Nick 'Damage' Cruz |                  |
| 2020 |                       | Heavy                  | Seven              |                  |
| 2020 |                       | Flinch                 | Joe Doyle          |                  |
| 2023 | A pápa ördögűzője     | The Pope's Exorcist    | Esquibel atya      | Ágoston Péter    |
| 2023 | Nő a reflektorfényben | Woman of the Hour      | Rodney Alcala      | Lengyel Benjámin |

### Televízió
| Év        | Magyar cím                                   | Eredeti cím                    | Szerep                  | Megjegyzések           |
| --------- | -------------------------------------------- | ------------------------------ | ----------------------- | ---------------------- |
| 2014      | A S.H.I.E.L.D. ügynökei                      | Agents of S.H.I.E.L.D.         | Seth Dormer             | 1 epizód               |
| 2014      | Bosszú                                       | Revenge                        | Gideon LeMarchal        | 3 epizód               |
| 2016      | Fear the Walking Dead                        | Fear the Walking Dead          | Jack                    | 3 epizód               |
| 2016      |                                              | The Deleted                    | Logan                   | 7 epizód               |
| 2017      | A 404-es dimenzió                            | Dimension 404                  | Zach                    | 1 epizód               |
| 2018      | Itt és most                                  | Here and Now                   | Ramón                   | főszereplő (10 epizód) |
| 2019      | Los Angeles-i rémtörténetek: Angyalok városa | Penny Dreadful: City of Angels | Tiago Vega nyomozó      | főszereplő (10 epizód) |
| 2021–2022 | Tizenegyes állomás                           | Station Eleven                 | Tyler Leander / Próféta | főszereplő (10 epizód) |

## Fordítás
- Ez a szócikk részben vagy egészben  a   Daniel Zovatto című angol Wikipédia-szócikk fordításán alapul.  Az eredeti cikk szerkesztőit annak laptörténete sorolja fel. Ez a jelzés csupán a megfogalmazás eredetét és a szerzői jogokat jelzi, nem szolgál a cikkben szereplő információk forrásmegjelöléseként.